# Toller (Tankred Dorst)
Toller ist eine szenische Revue von Tankred Dorst, die am 9. November 1968 unter der Regie von Peter Palitzsch im Kleinen Haus des Württembergischen Staatstheaters Stuttgart uraufgeführt wurde. Die Titelrolle übernahm Peter Roggisch.

## Übersicht
Mit seinem 1964–1968 entstandenen Theaterstück „Toller. Szenen aus einer deutschen Revolution“ gehe Tankred Dorst von der Parabel seiner „Frühen Stücke“ zu einer „offenen Form“ mit „fragmentarisierte[r] Szenenvielfalt“ über. Tankred Dorst gesteht, er habe zunächst „Szenen ohne dramaturgischen Zusammenhang“ geschrieben und entstandene Zusammenhänge hinterher absichtlich getrennt. Die revueartige Form – Knapp spricht von einem Revolutionspanoptikum – ermögliche dem jeweiligen Regisseur, die vorliegenden Szenen mit einer gewissen Freizügigkeit zu inszenieren.
Im Stück setzt sich in der ersten Hälfte die Titelfigur, der politisch unerfahrene „naive Idealist“ Ernst Toller, Vorsitzender der bayerischen USPD, mit dem Berufsrevolutionär und Kommunisten Leviné auseinander.
Es stellt sich heraus, Toller – „Vorsitzender des Zentralrats der Sowjetrepublik Bayern“ – hat nichts zu Ende gebracht: weder die „Bourgeoisie entwaffnet“ noch die „Großgrundbesitzer enteignet“, die Presse verstaatlicht, das Bankgeheimnis gelüftet noch die Löhne der Arbeiter erhöht. Noskes Oberst Epp hat leichtes Spiel.
Die Mitglieder der Räterepublik aus der Münchner Arbeiterschaft werden erschossen, Leviné und Toller wird der Prozess gemacht. Der russische Kommunist wird hingerichtet. Toller kommt – vielleicht auch dank eines Gnadengesuchs, von Thomas Mann, Max Halbe, Carl Hauptmann und Björnson unterzeichnet – mit fünf Jahren Festungshaft davon. Toller liest noch 1939 – vor seinem Suizid in New York –  aus seinen Erinnerungen vor.

## Parteiungen
In dem Stück werden dem Zuschauer Sozialisten, Kommunisten, Anarchisten, die Reichswehr, ein Münchner Adeliger und Münchner Bürger vorgeführt.
Zu den Sozialisten, die im Stück die Unabhängigen (USPD siehe oben) betitelt werden, zählen neben Toller noch Franz Lipp, Maenner und Sontheimer. Der herausragende Kommunist im Stück ist der Leviné. Sonst treten außer Reichert lediglich drei namenlose kommunistische Arbeiter kurz auf, die die „Ausrufung einer Sowjetrepublik in Bayern“ für verfrüht halten. Als Anarchisten treten Erich Mühsam und Gustav Landauer hervor. Die Reichswehrgenerale Möhl und Oven schicken Oberst Epp ins Feld.

## Inhalt
Zu Beginn des Stücks werden auf einer konstituierenden Sitzung des „provisorischen Zentralrats“ am 6. April 1919 im Wittelsbachpalais eine Reihe von Grundsatzerklärungen verlesen. Landauer zum Beispiel bricht mit der SPD-geführten Berliner Regierung, weil sie „reaktionär“ sei. Die Kommunisten lehnt Landauer ebenfalls ab. Marx habe den „Mechanismus der Geschichte“ nicht entdeckt, sondern erdacht. Den Marxismus nennt er eine „systematische Dummheit“. Mühsam lässt die Weltrevolution hochleben. Auch Toller will von der SPD nichts wissen. Im Schacher um die Posten schlägt sich der Anarchist Mühsam selbst als Außenminister vor. Toller macht seinen ersten Fehler im Stück. Er bringt seinen Gegenkandidaten Dr. Lipp durch. Nachdem sich der neue Außenminister mit einem Telegramm an den Papst lächerlich gemacht hat, muss Toller eingestehen, Lipp gehöre „in die Klappsmühle“. 
Toller macht Landauer zum Bildungsminister. Im Gegenzug wird Toller von Landauer zum Vorsitzenden der Räterepublik vorgeschlagen. Toller reagiert vernünftig. Einerseits, so meint er, fehle ihm die Erfahrung. Dabei müsse schnell gehandelt werden. Andererseits will er auch nicht als Narr gelten und wendet sich gegen die Realpolitiker, die Eisner umgebracht hätten.
Leviné spricht mit Toller über eine Idee, von der er von Mühsam erfuhr. Am besten wäre es, die Kommunisten würden die Räterepublik liquidieren und Toller verhaften. 
Mühsam spöttelt auch noch, als ihn Männer in der zeitigen Frühe aus dem Schlaf reißen und unter Führung eines Leutnants wegschleppen. Es wird ernst. Noskes Militär steht bereits vor Dachau. In der Stunde der Bewährung will Leviné die Führung übernehmen. Er nennt den Vorsitzenden Toller einen empfindlichen Studenten und neugebackenen Pazifisten; will ihn – nach Sowjetmanier – an die Wand stellen lassen. Die Arbeiter machen nicht mit. Toller wird immerhin verhaftet und von Leviné im Keller des Mathäser verhört. Der russische Revolutionär fordert von Toller kommunistisches Denken, denn den Sozialismus propagieren reiche nicht.
Leviné lässt die Universität schließen. Für das nächste Herbstsemester hat er das Lehrfach dialektischer Materialismus bestimmt.
Auf der gegnerischen Seite kommt die Reichswehr zur Sache. Oberst Epp trägt seinen Feldzugsplan sachlich-trocken und selbstbewusst den Generalen vor und schließt: „Meine Herren, sind Sie schon mal von einem Lyriker besiegt worden?“
Nun folgt Schlag auf Schlag. Leviné gelingt die von der Partei beschlossene Flucht in die Schweiz nicht. Landauer wird von der Reichswehr misshandelt, gedemütigt und erschossen. Der verängstigte Toller findet als gescheiterter Revolutionär auf der Flucht Unterschlupf bei einem jovialen Mitglied des Münchner Hochadels. Die Maskerade des sehr nervösen jungen Dichters – er hat sich verkleidet – wird gutmütig-mitleidig belächelt. Der Adelige hat hingegen Hochachtung für den standhaften Leviné, der noch in seiner letzten Rede vor der Hinrichtung seinen Richtern von der Weltrevolution gepredigt habe. Toller demaskiert sich, verlässt konfus das sichere Haus und wird verhaftet.
Selbst die weniger bekannten Mitglieder der Räterepublik haben in der Bevölkerung überhaupt keinen Rückhalt. Als gefangene Arbeiter abgeführt werden, wird die Haltung der Münchner Bürgerschaft ausnahmslos eindeutig dargestellt.

## Form
Dorsts Bühnenanweisungen muten gelegentlich komisch an. 

## Inszenierungen
Mit dem Stück wurde der Autor international bekannt; siehe zum Beispiel
- 1970: Stadsschouwburg Amsterdam. Regie: Walter Tillemans[9]
- 1971: Piccolo Teatro di Milano. Regie: Patrice Chéreau[10]
- 1973: Théâtre National Populaire Villeurbanne. Regie: Patrice Chéreau[11]

## Rezeption
- In Barners Literaturgeschichte wird das Werk in die zahlreichen Revolutionsdramen der 1960er Jahre eingereiht[12]. Die unüberbrückbare Distanz Tollers zu den revolutionären Münchner Arbeitern wird deutlich herausgehoben.[13] Tankred Dorst wolle die komplexen Beziehungen zwischen Politik und Literatur – bei Barner wird von Toller als dem „Schmierenschauspieler der Revolution“ gesprochen – darstellen.[14] Heins „Lassalle fragt Herrn Herbert nach Sonja“ könne als das Pendant zu dem Werk aufgefasst werden.[15]

Hörspiel
- 1969: mit Helmut Qualtinger. Funkfassung und Realisation: Tankred Dorst/Helmut Qualtinger. Bayerischer Rundfunk/Radio Bremen 1969

Film
Am 21. April 1969 sendete die ARD den WDR-Fernsehfilm – betitelt „Rotmord“ – von Tankred Dorst, Peter Zadek und Wilfried Minks mit Gerd Baltus als Ernst Toller, Siegfried Wischnewski als Eugen Leviné, Werner Dahms als Gustav Landauer, Walter Riss als Dr. Lipp, Wolfgang Neuss als Erich Mühsam, Gernot Duda als Paulukum, Willy Schultes als Gandorfer, Harry Wüstenhagen als Reichert, Rudolf Forster als den adligen Herrn, Helmuth Hinzelmann als Friedrich Ebert, Hans Ulrich als Gustav Noske und Rolf Badenhausen als Prof. Max Weber.